# Киреевка (Курганская область)
Киреевка — деревня в Сафакулевском районе Курганской области. Входит в состав Сафакулевского сельсовета.

## История
До 1917 года входила в состав Карасевской волости Челябинского уезда Оренбургской губернии. По данным на 1926 год посёлок Киреевская Статья состоял из 19 хозяйства. В административном отношении входил в состав Сафакулевского сельсовета Яланского района Челябинского округа Уральской области.
Основана во второй половине 19-го века переселенцами из Киреевской станицы Тульской губернии. Одним из основателей был Безбородов Михаил Иванович 1860 года рождения. Первая улица получила название Луговая, в память о Луговой слободе, послужившей основанием Киреевской станицы Тульской губернии.

## Население
| 1989 | 2002 | 2010 | 2021 |
| ---- | ---- | ---- | ---- |
| 74   | ↘71  | ↘21  | ↘3   |

По данным переписи 1926 года в посёлке проживало 108 человек (56 мужчин и 52 женщины), в том числе: русские составляли 100 % населения.